# Interkontinentální pohár 1964
Pátý ročník Interkontinentálního poháru byl odehrán ve dnech 9. září a 23. září 1964. Ve vzájemném dvouzápase se střetli vítěz Poháru mistrů evropských zemí ročníku 1963/64 - FC Inter Milán a vítěz Poháru osvoboditelů ročníku 1964 - CA Independiente. Oba týmy vyhrály svůj domácí zápas a proto se na neutrální půdě v Madridu odehrál rozhodující souboj, který v prodloužení rozhodl pro nerazzurri Mario Corso.

## 1. zápas
| 9. září 1964        |        |                |                                                                       |
| CA Independiente    | 1 : 0  | FC Inter Milán | Estadio Libertadores de América, Avellaneda rozhodčí: Armando Marques |
| Mario Rodríguez 59' | report |                | Estadio Libertadores de América, Avellaneda rozhodčí: Armando Marques |

## 2. zápas
| 23. září 1964        |        |                  |                                                    |
| FC Inter Milán       | 2 : 0  | CA Independiente | Stadio Giuseppe Meazza, Milán rozhodčí: Gyula Gere |
| Mazzola 8' Corso 34' | report |                  | Stadio Giuseppe Meazza, Milán rozhodčí: Gyula Gere |

## 3. zápas
| 26. září 1964  |                   |                  |                                                                          |
| FC Inter Milán | 1 : 0 (po prodl.) | CA Independiente | Estadio Santiago Bernabéu, Madrid rozhodčí: José María Ortiz de Mendíbil |
| Corso 110'     | report            |                  | Estadio Santiago Bernabéu, Madrid rozhodčí: José María Ortiz de Mendíbil |

## Vítěz
| Interkontinentální pohár 1964 FC Inter Milán (1. vítězství) |